# Christopher Grey
Christopher Grey (* 5. Dezember 1964) ist ein britischer Ökonom.

## Leben
Er studierte Wirtschaft und Politik an der University of Manchester, wo er anschließend in Organisationsstudien promovierte, insbesondere über die Regulierung von Finanzdienstleistungen. Er war ordentlicher Professor für Organisationstheorie an der University of Cambridge und bis 2007 Fellow des Wolfson College. Er ist emeritierter Professor für Organisationsstudien an der Fakultät für Wirtschaft und Management und war dort von 2012 bis 2020 Professor.

## Schriften (Auswahl)
- mit Fiona Anderson-Gough und Keith Robson: Making up accountants. The organizational and professional socialization of trainee chartered accountants. Berlin 2021, ISBN 1-84014-539-0.
- Decoding organization. Bletchley Park, codebreaking and organization studies. Cambridge 2012, ISBN 1-107-00545-0.
- mit Jana Costas: Secrecy at work. The hidden architecture of organizational life. Stanford 2016, ISBN 978-0-8047-9814-3.
- A very short, fairly interesting and reasonably cheap book about studying organizations. London 2017, ISBN 978-1-4739-5346-8.